# Bánhidai Fúvósok Zenekar
A Bánhidai Fúvósok Zenekar Tatabánya egyik, 1989-ben alakult zenekara.
Vezetőjük, Soltész Kálmán karnagy a helyi szlovák kisebbségi önkormányzat tagja. Először Bánhidai Gyermekzenekar néven lépett fel, majd létrehozták a Báhidai Kisfúvósok Alapítványát, és ezért „kisfúvós zenekar”-ként is  szerepeltek. A régi falusi zenekar kottáit, a különféle fúvós átiratokat felújították, megtanulták, s fokozatosan egyre bővítve repertoárjukat mára Tatabánya város és benne Bánhida egyik meghatározó hagyományőrző amatőr művészeti együttesévé váltak.
A zenekar repertoárjában elsősorban az egykori szlovák, magyar zenészektől gyűjtött, régi dallamokat feldolgozó kották alapján a szlovák-magyar keringők, polkák, indulók, másrészt a különféle bányászünnepeken játszott, szakestélyeken elhangzott, a bányásztársadalom által kedvelt és ismert zeneszámok szerepelnek.
A Bánhidai Fúvósok Zenekar a közösség munkáját támogató Alapítvány tagjainak segítségével rendszeresen fellép város, helyi rendezvényeken, nemzetiségi és folklórfesztiválokon, s szinte minden évben külföldi vendégszereplésen is részt vesznek. A zenekar nem csak a városban, hanem külföldön is ismert. Legutóbb(2008) a lengyelországi Bedzinben jártak, ahol a Chopin zeneiskola fennállásának 60. évfordulóján vettek részt. Színvonalas működésükért 2000-ben megkapták a Tatabánya kultúrájáért díjat.